# Simrishamn

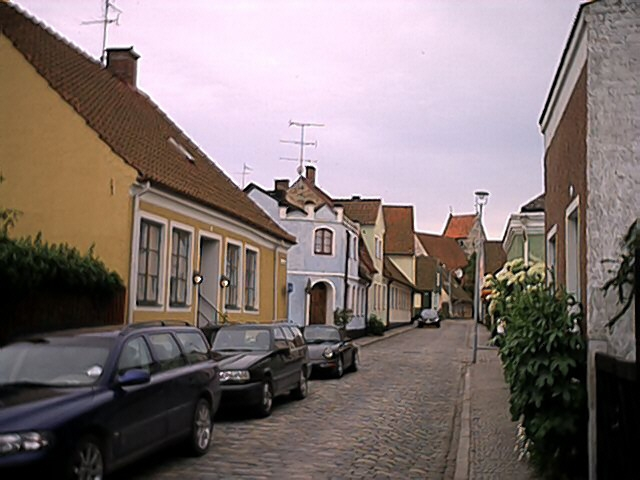
Carrer Stora Rådmansgatan

Simrishamn és una localitat de Suècia, seu del municipi de Simrishamn al comtat de Skåne. Té 6.546 habitants (2005). Malgrat ser petita, per raons històriques, es considera una ciutat (Stad) de Suècia.
Simrishamn és una ciutat costanera pintoresca construïda al voltant del carrer principal (Storgatan).

## Història

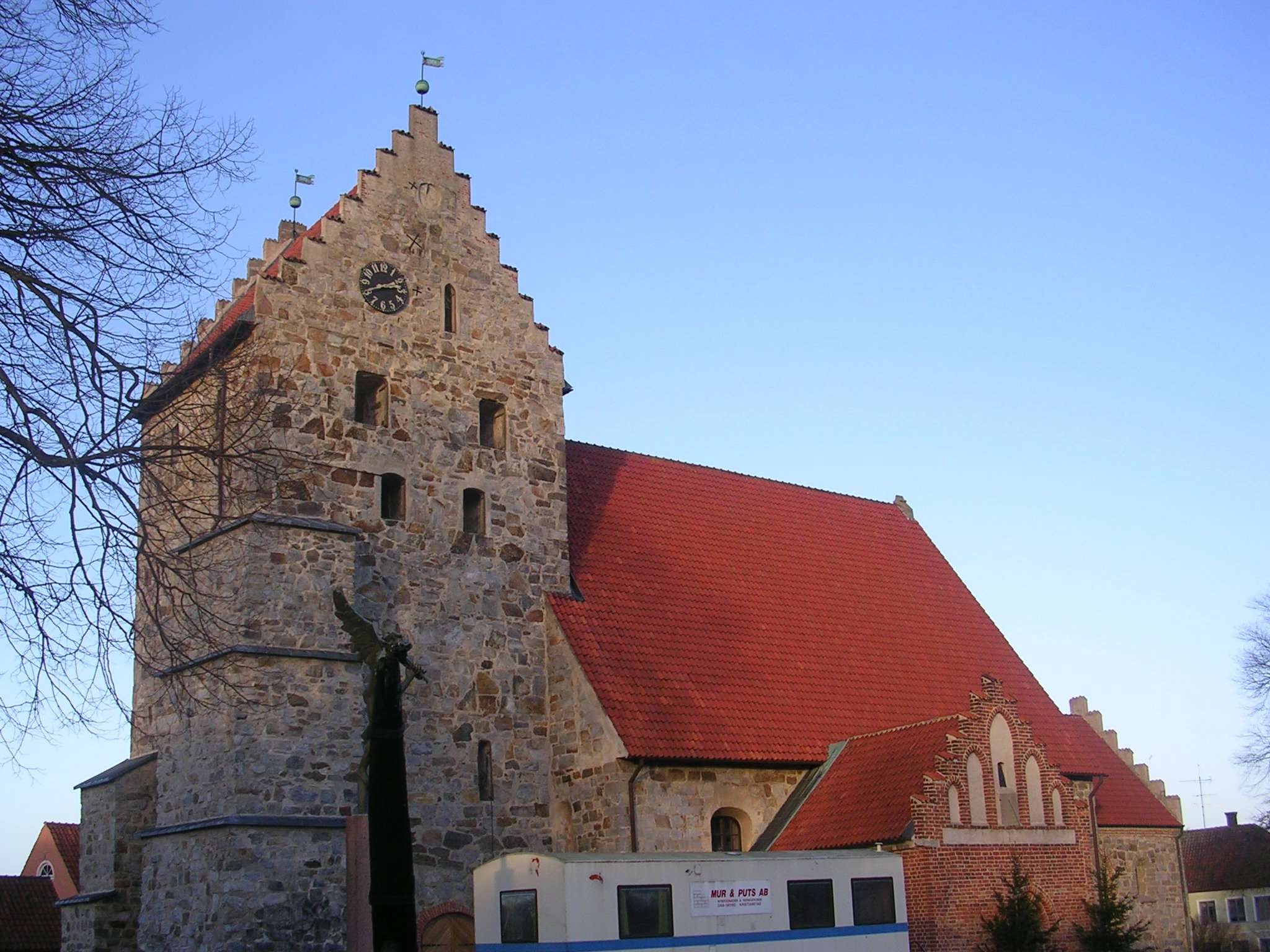
Església medieval de Sant nicolau

La primera menció de Simrishamn és sota la forma de Symbrishafn l'any 1161 i com a població el 1361. El 1658, quan Escània pel tractat de Roskilde va ser transferida de Dinamarca a Suècia la població tenia només 200 habitants. L'any 1890 en tenia 1966.